# Заводский район (Запорожье)

Районы города: 1. Александровский 2. Заводский 3. Коммунарский 4. Днепровский 5. Вознесеновский 6. Хортицкий 7. Шевченковский

Заводский район (укр. Заводський район) — административный район украинского города Запорожья, в котором сосредоточены промышленные предприятия города (Запорожский производственный алюминиевый комбинат, Запорожсталь, Запорожкоксохим и др.). Образован 23 мая 1969 года Указом Президиума Верховного Совета УССР путём выделения из территории Орджоникидзевского района.

## История
- IX-I век до н. э. — первые поселения на склонах балки Осокоровой и Кичкасской, курганные захоронения скифов и сарматов.
- X век н. э. — в труде Константина Багрянородного описана Крарийская переправа на пути «из варяг в греки»; позже известна как Кичкасская;
- XVII—XVIII вв. тут были размещены редуты Войска Запорожского, защищавшие Кичкасскую переправу и верфь[1];
- 1770 год — для прикрытия Александровской крепости во время войны Российской империи с Турцией у переправы были устроены заставы. Одна — под командованием полковника Шкурко — в районе улицы Орджоникидзе;[5]
- 1781 г. — графу Павлу Сергеевичу Потемкину за удачно проведенное следствие над руководителями восстания Пугачёва императрицей Екатериной II была выделена ранговая дача в 9758 десятин земли. У места пересечения старой левобережной дороги с древним путём на Кичкасскую переправу Павел Потемкин поселил крепостных крестьян из своих имений и назвал деревню Павловкой на Кичкасе[6].
- 1789 год — появление колонии немецких переселенцев Эйнлаге (Айнлаге) на правом берегу, напротив Павло-Кичкаса;
- 1798 год — Павло—Кичкас становится владением Эммануила Ивановича Марка, который в начале XIX века был предводителем дворянства Александровского уезда;

### Паромная переправа
От последнего порога Вольного до Кичкасской переправы было всего 8 км. В 1829 г. было предложено построить паром для перевоза через Днепр по единому образцу для всей Российской Империи, утверждённому императором. В 1870 г. арендатором Кичкасской переправы был Ной Чудновский. Вначале дощатый паром ходил по канату, затем — по тросу.
За один раз перевозилось до десятка пароконных возов. Паромный перевоз просуществовал до пуска моста, то есть до 1904 г.
С началом освоения этих земель, бурным ростом промышленных предприятий, паромный перевоз не мог удовлетворить потребностей в переброске грузов. Начавшееся освоение Криворожского бассейна и Донбасса привело к строительству железных дорог. Появилась необходимость связать Донбасс и Криворожье железнодорожной магистралью.

### Кичкаский мост
В 1900 г. началось строительство Кичкасского моста. Уже в конце июня 1902 г. был собран и опробован единственный в России большой арочный мост через Днепр. Разработкой проекта занимался видный инженер Л. Д. Проскуряков. Мост был двухъярусный металлический, клёпаной конструкции. Расстояние между опорами арки было 190 м. Стрела — то есть расстояние от верхней точки арки и до линии опор — составляла 20 м.
По верхнему ярусу была проложена двухколейная железнодорожная магистраль, по нижнему ярусу — с левой и с правой сторон моста — пешеходные тротуары. В середине между тротуарами проходили основные несущие конструкции моста. Мост консольно-балочный — протяженностью 336 м.
- В 1902 г. было открыто только пешеходное движение по мосту. Открытие моста состоялось 17 апреля 1904 г. Железнодорожное движение по мосту было открыто в 1908 г. В 1931 году Кичкаский мост был демонтирован[7];
- 1927—1937 годы — строители Днепрогэса и металлургического комплекса проживали в 10-м и 11-м (Павло-Кичкас), 7-м, 8-м и 9-м рабочих поселках;
- 1932 год — с открытием Днепрогэса затоплены Днепром балки Осокоревая и Кичкасская, образован полуостров с рабочим поселком на нём[1]

### Курорт Александрабад
На левом берегу Днепра, там, где сейчас находится акватория порта им. Ленина, находился курорт Александрабад. Основан он был уже после строительства моста немцем Нибуром в 1907 г. и просуществовал до 1919 г., был разрушен анархисткой Марусей Никифоровой. Этот санаторий был построен для немцев юга Российской империи. В его окрестностях была установлена скульптура Тараса Бульбы, высеченная из гранитного камня. Автором этой скульптуры был Яков Либман — житель г. Александровска, он держал частную мастерскую.
Неподалёку от скалы, на которой был установлен Т.Бульба, на берегу Днепра, находилась пещера, которую в народе называли пещерой Тараса Бульбы. В этой пещере находился стол и табуретки, сделанные из цельных гранитных камней. В этом гроте постоянно прятались беглые арестанты, бродяги, беспризорники, хулиганы.

## Население
На 1 мая 2015 г. наличное население района — 51 076 человек, постоянное население — 50 573 человек.
| 1970   | 1979   | 1989   | 2001   | 2006   | 2008   | 2010   | 2011   | 2012   | 2015   |
| ------ | ------ | ------ | ------ | ------ | ------ | ------ | ------ | ------ | ------ |
| 74,796 | 75,125 | 72,757 | 60,945 | 57,567 | 55,352 | 53,321 | 53,228 | 52,694 | 51,076 |

### Языковой состав
Родной язык населения по данным переписи 2001 года:
| Язык       | Численность, чел. | Доля     |
| ---------- | ----------------- | -------- |
| Украинский | 26 131            | 43,27 %  |
| Русский    | 32 962            | 54,58 %  |
| Другое     | 1 297             | 2,15 %   |
| Итого      | 60 390            | 100,00 % |

## Общие сведения
- В 2010 г. Кичкас попал в десятку самых криминальных жилмассивов Украины по версии журнала «Корреспондент»[15].

- В районе 2 парка и 4 сквера. Парк по Северному шоссе (13 500 м²) местные жители называют «козлиным парком», поскольку раньше тут постоянно паслись козы. В сквере им. Горького (65 573 м²) раньше находился памятник Горькому, который в 2013 году был демонтирован[16][17]. В 2012—2013 гг. сквер был облагорожен — реконструированы пешеходные дорожки, внешнее освещение, обновлена детская площадка, удалены аварийные деревья, высажены новые[18].
- На территории района находится 2 памятника архитектуры — здания заводоуправлений Запорожстали и Днепроспецстали[19]
- Код КОАТУУ — 2310136600[20].

## Политика
Район отнесён к 75 избирательному округу. На внеочередных выборах в Верховный Совет Украины 2014 года депутатом от данного округа стал лидер запорожского майдана Игорь Артюшенко, который был выдвинут блоком Петра Порошенко.